# Partito Turco Repubblicano
Il Partito Turco Repubblicano (in turco Cumhuriyetçi Türk Partisi- CTP) è un partito politico turco-cipriota fondato nel 1970.
Di orientamento socialdemocratico, è membro dell'Internazionale Socialista e dell'Alleanza Progressista.

## Risultati elettorali
| Elezione          | Voti      | %     | Seggi   |
| ----------------- | --------- | ----- | ------- |
| Parlamentari 2003 | 469 279   | 35,2  | 19 / 50 |
| Parlamentari 2005 | 577 444   | 44,5  | 24 / 50 |
| Parlamentari 2009 | 415 574   | 29,15 | 15 / 50 |
| Parlamentari 2013 | 477 209   | 38,38 | 21 / 50 |
| Parlamentari 2018 | 1 121 478 | 20,92 | 12 / 50 |
| Parlamentari 2022 | 1 597 137 | 32,00 | 18 / 50 |